# Ania Staritsky
Ania ou Anna Staritsky (née Anna Guéorguievna Staritskaya le 22 novembre 1906 à Poltava dans l'Empire Russe, aujourd'hui en Ukraine, et morte le 13 février 1981 à Paris 14e) est une peintre et graveuse belge d'origine ukrainienne.

## Biographie

### Jeunesse et débuts
Anna ou Ania est née dans une ancienne famille aristocratique russe et ukrainienne. Son père Georgiy Yegorovich Staritsky était avocat et conseiller d'État. Son oncle est le bio-chimiste « père de la science soviétique » Vladimir Vernadski. Très jeune, elle se passionne pour le dessin, la musique et la poésie. Elle reçoit une éducation soignée, et à la mort de sa mère en 1921, elle part vivre à Moscou, chez sa tante. Elle a comme premier professeur de dessin la fille de Tolstoï, Tatiana Soukhotina-Tolstaïa et Vladimir Favorsky (en). À 14 ans, elle séjourne en France pendant sept mois soigner une tuberculose pulmonaire dont elle souffre des séquelles toute sa vie. Elle s'installe ensuite à Prague, chez son cousin l'historien George Vernadsky (en). Elle étudie ensuite en Bulgarie jusqu'en 1931 aux Beaux Arts de Sofia. En 1932, elle s'installe à Bruxelles et étudie la publicité à la Cambre. Là, elle rencontre Elisabeth Ivanovsky, qui devient sa sœur spirituelle : partageant « le lait et la miche de pain qui constituent leur unique nourriture pendant les jours difficiles ». Elle travaille comme dessinatrice publicitaire de 1933 à 1940. Elle peint également des portraits. Elle expose quelques œuvres durant l'hiver 1943-1944 à Bruxelles.
En 1941, elle rencontre le peintre belge Bill Orix, pseudonyme de Guillaume Hoorickx (1900-1983) qui est médecin. Orix participe à la résistance belge et travaille pour les renseignements soviétiques. Orix et Staritsky sont arrêtés, le premier est déporté à Mauthausen.

### Carrière à Paris
Après la guerre, ils se marient. Le couple s'installe en France d'abord à Nice puis à Paris. Elle pratique alors l'abstraction et rejoint les mouvements d'avant-garde, et en particulier le Salon des Réalités Nouvelles, où elle expose de 1951 à 1956. En 1957, le couple se sépare. Elle tient un salon dans son atelier parisien recevant notamment Serge Charchoune, Sonia Delaunay, Frank Popper. Sa peinture abstraite est « une peinture d'effusion pure, très nourrie de matière, et ses gouaches poétiques et dynamiques » incluent du lettrisme, des textes en russe ou français, jeux typographiques et autres calligrammes. Elle pratique le collage, jouant de papiers froissés, du bois, des pierres, etc. Elle abandonne peu à peu la peinture à l'huile, ses poumons ne supportant plus les odeurs de térébenthine. À partir des années 1960, la peintre s'intéresse à la gravure sur bois et à la lithographie. Elle illustre ou crée des livres uniques de poésies avec les poètes Pierre Albert-Birot (La Belle Histoire. Poème narratif), Michel Butor (Rêve de conjurations) (Une chanson pour Don Juan), Robert Droguet (L'Espace à fresque), Guillevic (De La Prairie), Thomas Owen (Le Jeu Secret) ou Gaston Puel (Mythologies du Dimanche). Elle expose régulièrement à Paris et Bruxelles durant sa vie aussi bien dans des expositions personnelles que collectives. Bien que séparé de son épouse, Bill Oryx a renoncé à la peinture et se dédie à défendre celle d'Ania Staritsky.
Ania Staritsky s'éteint le 13 février 1981 à Paris. Elle est enterrée au cimetière Montparnasse. Bill Oryx décède en 1983.

## Œuvres
Pour Jean Claude Marcadé : 

« Son œuvre sur papier comporte une part gravée qui impose au toucher l’espace singulier de l’estampage, et une part peinte à l’eau dont matérialité est infiniment moins prégnante que celle dont Anna avait expérimenté les possibles à l’huile. Cette part peinte semble perpétuer jusque dans ses abstractions les plus franches une imitation de la nature ou de forces naturelles au travers de dynamiques qui marquent la sensation que nous avons de nous même, bien que le ressenti de textes vienne de plus en plus souvent habiter ses passions. La part gravée présente des paysages du sensible quasi picturaux parmi lesquels certains sont les supports d’écrits. Elle se détache bientôt de cet objectif pour servir celui, plus profondément culturel, qui travaille à la mise en page de l’objet livre, la scène de papier où se jouent les combinaisons de typographies et d’imageries. »

En 1984, une donation d'éditions illustrées, de livres imprimés ornés d’originaux, de manuscrits illustrés, de maquettes de livres, des affiches originales, des maquettes d’affiches et des plaques de linoléum gravées est reçue par la Bibliothèque nationale de France. Et en 1989, une donation de ses œuvres picturales est faite au musée de Grenoble.
En 2000, plusieurs rétrospectives ont lieu à la galerie Pierre Brullé à Paris, au VonderHeydt-Museum de Wuppertal et au Musée d'Etat Russe de Saint-Pétersbourg.
En 2020, elle est incluse dans l'exposition du Musée Soulages de Rodez, Femmes années 50, Au fil de l'abstraction, peinture et sculpture.
En 2023, une grande retrospective de ses livres d'artiste est organisée par le Manoir des livres de Lucinges à la suite de la donation de Jean-Claude Marcadé.

## Collections publiques
- Centre national des arts plastiques, Paris.
- Musée d'Art Moderne, Centre Pompidou, Paris.
- Musée d'Art Moderne, Ville de Paris.
- Musée Picasso d'Antibes.
- Musée des Beaux Arts de Bordeaux.
- Musée des Beaux-arts de Grenoble.
- Musée des Arts contemporains - Grand-Hornu
- Musée des beaux Arts de Nantes
- Musée musée d'art moderne et d'art contemporain de Nice.
- Musée des Beaux-arts de Rennes.
- Musée LAM, Villeneuve d'Ascq
- Bibliothèque Nationale de France, Paris
- Musée royal des Beaux-Arts de Bruxelles.
- Collection Van Abbemuseum, Eindhoven
- Manoir des livres, Archipel Butor, Lucinges
- Lilly Library, Indiana University de Bloomington
- Museum Dhondt-Dhaenens Sint-Martens-Latem